# فراکسیون

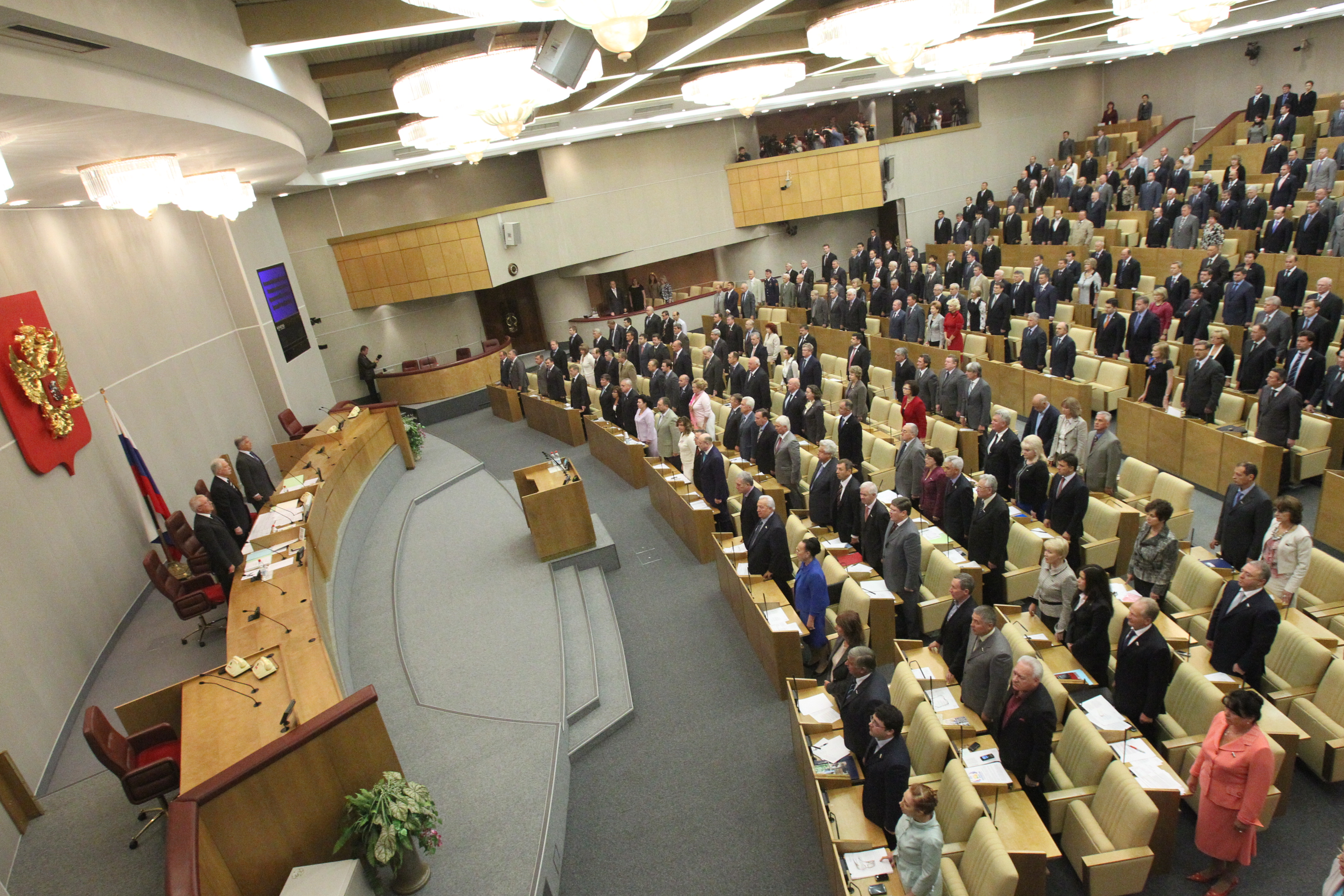
نمایی از یک جلسهٔ فراکسیون یا جناح در روسیه

فراکسیون یا جناح، گروهی که درون حزب با ماهیت سیاسی یا سازمان مردم نهاد ، عمومی غیر سیاسی تشکیل شود و اعضایش در زمینهٔ چگونگی اجرای برنامه‌ها و سیاست‌های کلیِ آن حزب یا سازمان، نظریات و عقایدی متفاوت ابراز کنند.
در مجالس قانون‌گذاری، فراکسیون مجلسی به گروه‌های نمایندگانِ احزاب گفته می‌شود. فراکسیون‌های مجلس شورای اسلامی، از آن جمله هستند.